# Bal u Rafała (singel)
Bal u Rafała – singel polskiego piosenkarza Ralpha Kaminskiego z jego czwartego albumu studyjnego, zatytułowanego Bal u Rafała. Singel został wydany 16 maja 2022.
Nagranie otrzymało w Polsce status złotego singla, przekraczając liczbę 25 tysięcy sprzedanych kopii.

## Geneza utworu i historia wydania
Piosenka została napisana i skomponowana przez Rafała Kaminskiego.
Singel ukazał się w formacie digital download 16 maja 2022 w Polsce. Kompozycja została umieszczona na czwartym albumie studyjnym Ralpha Kaminskiego – Bal u Rafała.

## Teledysk
Do utworu powstał teledysk, który udostępniono 16 maja 2022 za pośrednictwem serwisu YouTube.

## Lista utworów
- Digital download[6]

1. „Bal u Rafała” – 4:10

## Certyfikaty
| Kraj          | Certyfikat  | Sprzedaż |
| ------------- | ----------- | -------- |
| Polska (ZPAV) | złota płyta | 25 000+  |